# Cộng đồng Hồ tiêu Quốc tế
Cộng đồng Hồ tiêu Quốc tế, hay Hiệp hội Hồ tiêu Thế giới, Hiệp hội Hồ tiêu Quốc tế, Hội đồng Hồ tiêu Quốc tế được dịch theo tiếng Anh là International Pepper Community (viết tắt là IPC). Đây là một tổ chức liên chính phủ của các vùng sản xuất hồ tiêu nông nghiệp.

## Sự thành lập
Ở Bangkok Thái Lan vào 16 tháng 8 năm 1971, hiệp định thành lập Cộng đồng Hồ tiêu Quốc tế đã được ký kết. Sau khi hiệp ước này có hiệu lực vào ngày 29 tháng 3 năm 1972, IPC đã được tạo ra. Trụ sở IPC được đặt tại Jakarta, Indonesia.
Sáu quốc gia đã phê chuẩn Hiệp định IPC và do đó các thành viên đầy đủ của IPC: Brazil (từ năm 1981), Ấn Độ (1972), Indonesia (1972), Malaysia (1972), Sri Lanka (2002), và Việt Nam (2005). Papua New Guinea đã không phê chuẩn Hiệp định nhưng đã được nhận vào IPC là một thành viên liên kết.